# Dean Semler
Dean Semler AM (* 1943 in Renmark, Australien) ist ein australischer Kameramann und Regisseur.

## Leben
Dean Semler begann seine Karriere in den 1960er Jahren als Nachrichtenkameramann für Channel 9 in Adelaide. 1984 wurde Semler für den Film Razorback in Australien zum Kameramann des Jahres ernannt.
Semler arbeitete mit den verschiedensten Regisseuren zusammen. Für Peter Segal war er bereits vier Mal als Chefkameramann zuständig. Für seine Arbeit an Der mit dem Wolf tanzt wurde Semler 1991 mit einem Oscar und dem ASC Award ausgezeichnet.  Sein Schaffen als Chefkameramann umfasst mehr als 80 Produktionen, zuletzt trat er 2019 in Erscheinung.
Dean Semler inszenierte auch drei Filme: The Patriot – Kampf ums Überleben (1998, mit Steven Seagal), Firestorm – Brennendes Inferno (1998) und Super Mario Bros., wobei er bei diesem Film nicht im Abspann als beteiligter Regisseur erwähnt wird.
Für seine Verdienste um die Kunst als australischer und international anerkannter Kameramann wurde er 2002 zum Member des Order of Australia ernannt.
Semler ist verheiratet und Vater einer Tochter.

## Filmografie (Auswahl)

### Kamera
- 1971: The Choice (Kurzfilm)
- 1981: Mad Max II – Der Vollstrecker (Mad Max 2: The Road Warrior)
- 1984: Razorback
- 1985: Mad Max – Jenseits der Donnerkuppel (Mad Max Beyond Thunderdome)
- 1985: Coca Cola Kid (The Coca Cola Kid)
- 1987: The Lighthorsemen
- 1988: Cocktail
- 1988: Young Guns
- 1989: Todesstille (Dead Calm)
- 1989: Farewell to the King (Farewell to the King)
- 1989: Mein Partner mit der kalten Schnauze (K-9)
- 1990: Blaze of Glory – Flammender Ruhm (Young Guns II: Blaze of Glory)
- 1990: Der mit dem Wolf tanzt (Dances with Wolves)
- 1991: City Slickers – Die Großstadt-Helden (City Slickers)
- 1992: Im Glanz der Sonne (The Power of One)
- 1993: Super Mario Bros.
- 1993: Last Action Hero
- 1993: Die drei Musketiere (The Three Musketeers)
- 1994: Machen wir’s wie Cowboys (The Cowboy Way)
- 1995: Waterworld
- 1997: Der 100.000 $ Fisch (Gone Fishin’)
- 1997: No Night Stand (Trojan War)
- 1999: Der Knochenjäger (The Bone Collector)
- 2000: Familie Klumps und der verrückte Professor (Nutty Professor II: The Klumps)
- 2001: Heartbreakers – Achtung: Scharfe Kurven! (Heartbreakers)
- 2002: D-Tox – Im Auge der Angst (D-Tox)
- 2002: xXx – Triple X (xXx)
- 2002: Wir waren Helden (We Were Soldiers)
- 2003: Bruce Allmächtig (Bruce Almighty)
- 2004: Alamo – Der Traum, das Schicksal, die Legende (The Alamo)
- 2005: Spiel ohne Regeln (The Longest Yard)
- 2005: Stealth – Unter dem Radar (Stealth)
- 2006: Zum Glück geküsst (Just My Luck)
- 2006: Klick (Click)
- 2006: Apocalypto
- 2007: Chuck und Larry – Wie Feuer und Flamme (I now pronounce You Chuck and Larry)
- 2008: Get Smart
- 2008: Appaloosa
- 2009: 2012
- 2010: Date Night – Gangster für eine Nacht (Date Night)
- 2011: In the Land of Blood and Honey
- 2012: Die Bestimmer – Kinder haften für ihre Eltern (Parental Guidance)
- 2013: Zwei vom alten Schlag (Grudge Match)
- 2014: Den Himmel gibt’s echt (Heaven Is for Real)
- 2014: Maleficent – Die dunkle Fee (Maleficent)
- 2015: Der Kaufhaus Cop 2 (Paul Blart: Mall Cop 2)
- 2015: The Last Witch Hunter
- 2015: Die lächerlichen Sechs (The Ridiculous 6)
- 2016: The Do-Over
- 2017: Sandy Wexler
- 2019: Chaos auf der Feuerwache (Playing with Fire)

### Regie
- 1993: Super Mario Bros. (ohne Nennung in den Credits)
- 1998: Firestorm – Brennendes Inferno (Firestorm)
- 1998: The Patriot – Kampf ums Überleben (The Patriot)